# Garaballa (kommunhuvudort)
Garaballa är en kommunhuvudort i Spanien.   Den ligger i provinsen Provincia de Cuenca och regionen Kastilien-La Mancha, i den centrala delen av landet, 210 km öster om huvudstaden Madrid. Garaballa ligger 955 meter över havet och antalet invånare är 119.
Terrängen runt Garaballa är platt åt nordväst, men åt sydost är den kuperad. Runt Garaballa är det mycket glesbefolkat, med 7 invånare per kvadratkilometer. Närmaste större samhälle är Landete, 9,2 km norr om Garaballa. 